# Albert Poulain (artiste)
Ne doit pas être confondu avec Gaétan Albert-Poulain.
Pour les articles homonymes, voir Albert Poulain (industriel) et Poulain (homonymie).
Albert Poulain, né le 8 septembre 1932 à Pipriac et mort le 7 octobre 2015 à Redon en Ille-et-Vilaine, est un dessinateur, chanteur, conteur, et collecteur français.

## Biographie
Albert Poulain étudie le dessin et l'architecture au Conservatoire des arts et métiers de 1953 à 1958. C'est au cours de ce séjour parisien qu'au contact d'Hervé Le Menn et d'actifs groupes culturels comme Ker Vreizh, il s'intéresse à la culture populaire bretonne. Il est, en 1957, cofondateur du MOB (Mouvement pour l'organisation de la Bretagne).
Revenu à Pipriac dès 1959, il fréquente assidûment les cercles celtiques, la Kevrenn de Rennes et commence à enregistrer les chanteurs traditionnels, collectant ainsi près de 600 chants dans la région de Pipriac et de La Gacilly. Dans les années 1980 il portera à 1500 le nombre de chants ainsi collectés par lui. Déterminé à faire vivre ce riche répertoire, il commence alors à l'interpréter lui-même dans les fêtes locales. Dessinateur, il devient maître d'œuvre en bâtiment et poursuivra à ce titre 1200 projets en vingt-sept ans : il réalise alors aussi près de 18 000 photographies du patrimoine bâti rural et de nombreuses restaurations. En 1959, il avait rencontré Jean-Louis Latour et Albert Noblet, qui seront avec lui co-initiateurs du Groupement culturel breton des pays de Vilaine. Avec eux, il participe activement à la relance des fêtes locales, aboutissant en 1975, à l'initiative de Jean-Bernard Vighetti, à la création de la Bogue d'Or. C'est aussi à cette époque qu'il s'intéresse à un autre volet de la culture : le conte. Il collecte ainsi plus de 300 récits traditionnels, qu'il publie afin qu'ils ne tombent pas dans l'oubli. Surtout, il entreprend de les faire vivre, au cours des veillées et des fêtes, en gallo, et de Journées telles que "Mil Goll (Mille Goules)", "Le gallo dans tous ses états", le samedi après-midi 25 septembre 2004, sur une estrade dressée vers la rue Edith Cavell au sud, dans le square de la place rennaise du Parlement de Bretagne, par l'association Bertaeyn Galeizz.
Il est décoré de l'ordre de l'Hermine.

## Discographie
- Chants du Pays d'Oust et de Vilaine, N° 8 Dastum, 1984.
- Y’a rien de plus charmant Tradition vivante de Bretagne N° 12, Dastum, 1999